# Ascidia cannelata
Ascidia cannelata is een zakpijpensoort uit de familie van de Ascidiidae. De wetenschappelijke naam van de soort is voor het eerst geldig gepubliceerd in 1820 door Oken.